# 안공근 암살 사건
안공근 암살 사건 또는 안공근 납치 살해 사건은 1939년 5월 30일 중국 상하이에서 한국의 독립운동가이며 대한민국 임시정부의 외교관이자 한국독립당, 한인애국단의 재정 담당이었던 안공근이 실종, 살해된 사건이다. 안공근은 김구의 측근이었지만, 실종되기 직전 상하이 사변 때 형수를 구출하지 못한 일로 김구와 오랫동안 갈등관계에 있었다. 암살의 배후는 미궁이다.

## 개요
안공근은  한국독립당, 한인애국단의 재정과 자금 조달을 담당하던 임시정부와 한인애국단의 간부였다. 1925년 프랑스 불조계 공무국이 작성한 보고서에 안공근은 김구, 이시영, 노백린, 김규식, 김약산, 여운형, 이유필 등과 함께 중요한 한국인으로 분류되었다.
사건 직전 안공근은 김구와 갈등관계에 놓이기도 했다. 1930년대 윤봉길 의거 이전 어느 시기에 위혜림과 함께 한 중국 광동인의 술수에 말려들어 수천 달러를 사기당한 적이 있었다. 한인애국단과 임시정부의 자금으로 모금했던 돈이라 김구 및 다른 독립운동가들의 눈밖에 나게 됐다
그는 형인 안중근의 일가족을 한국에서 데려오라는 김구의 지시를 받았으나, 일본 경찰의 추격으로 데려오지 못하고 자신의 가족만 비밀리에 선박으로 상하이로 데려왔다. 그러자 김구는 형님 의사(義士)의 가족은 데려오지 못하고 자신의 가족만 데려왔느냐며 안공근을 질책하였다. 후일 김구는 그러한 상황을 고려치 않고 원칙론에 입각해서 안공근의 부도덕성만을 일방적으로 꾸짖는 말을 '백범일지'에 남겼다. 김구의 질책에 화가 난 안공근은 임시정부의 가족 이동에서 빠지기도 했다.
충칭에 있을 무렵 그는 상하이 동제대학 출신 의사 유진동(劉振東)의 집을 출입했는데, 유진동의 집에 출입하면서 지내다가 갑자기 행방불명되었다. 유진동은 김구의 최측근으로 한때 김구의 주치의이기도 했다.

## 암살 배후설

### 일본인 암살설
일본 경찰에 매수당한 밀정에 의한 암살설이다.

### 나검북 암살설
중국계 마적인 나검북(羅劍北)에 의한 암살설이다. 홍콩에서 일제의 밀정을 추적하던 안공근은 독립운동가로 알고 접촉했던 나검북이 일제 밀정과 접선하는 것을 목격, 영국 국적을 취득한 중국인 국제간첩이라는 것을 알게 되었다. 자신의 밀정 행동이 탄로난 나검북은 안공근과 친한 조웅(趙雄)을 매수하여 안공근을 암살한 후 시신을 폐광의 갱내에 버렸다는 것이다.

### 김구계 암살설
김구의 최측근 중 한사람인 모 독립운동가에 의한 암살설이다. 김구의 측근인 모 독립운동가가 그를 상하이 항구에서 암살했다는 것이다. 안공근이 실종 직전에 머물렀던 곳은 김구의 주치의였던 유진동의 집이었다. 안공근은 일제의 상하이 침공으로 인해 1937년 상하이를 탈출할 때 자신의 어머니와 처자식 및 안중근의 자녀를 남겨둔 채 김구의 어머니만을 모셔왔다. 이 때문에 그는 김구에게서 심한 질책을 당한 바도 있었다. 이후 그는 김구계와 거리를 두고 독자적으로 활동해왔다.

## 경과
범죄자를 찾아서 처벌해줄 것을 요청한 피해자 안공근의 딸 안정생의 부탁 편지를 받은 쑹메이링의 청으로 중국 국민당 정부의 경찰은 상하이 주변을 수색하였으나 범인은 체포하지 못했고, 미궁으로 남게 됐다.

## 같이 보기
- 김형욱 실종 사건
- 김립 피살 사건
- 육영수 저격 사건
- 9·28 사태
- 안공근
- 대한민국 임시 정부
- 한인애국단
- 한국독립당
- 김구
- 박찬익
- 류진동
- 김형욱